# Osos Polares (FAA)
Osos Polares es un equipo de fútbol americano de Argentina. 
Creado en el año 2004 forma parte de la Liga Football Americano Argentina.

## Historial
| Temporada regular | Temporada regular | Temporada regular | Temporada regular |  | Playoffs | Playoffs |
|                   | G                 | P                 | E                 |  | G        | P        |
| Corsarios         | 4                 | 4                 | 0                 |  | -        | -        |
| Legionarios       | 1                 | 5                 | 0                 |  | -        | -        |
| Jabalíes          | 4                 | 7                 | 0                 |  | -        | 1        |
| Cruzados          | 5                 | 9                 | 0                 |  | -        | -        |
| Tiburones         | 3                 | 7                 | 1                 |  | -        | 1        |
| ----------------- | ----------------- | ----------------- | ----------------- |  | -------- | -------- |

## Historia
Año 2005
En el primer año del torneo, la franquicia se enfrentó en el Tazón Austral I al equipo de Tiburones.
Resultado Subcampeón.
Draft
Mendez Caldeira, Rodrigo
Brown, Robert
| Brown, Robert     | Benegas Lynch, Alberto | Bluhm, Andreas | Ferreyra, Hugo  |                           |
| Gutierrez, Martín | Kurz, Andrés           | Kurz, Federico | Kurz, Francisco | Mendez Caldeira, Rodrigo  |
| Yané, Darian      |                        |                |                 | Fernández, Leandro Gaston |
| ----------------- | ---------------------- | -------------- | --------------- | ------------------------- |
2006
En el segundo año del torneo, la franquicia repitió su pasaje a la final, esta vez enfrentándose contra Jabalíes en el Tazón AustralII.
Resultado Subcampeón.
Franquicias
Draft
García Chiesa, Juan
Herrera, Guillermo
Sesto, Juan Manuel
Silveira, Felipe
D'Amato, Mariano
Plantel
| Bartolomé, José María | Benegas Lynch, Alberto   | Bluhm, Andreas     | D'Amato, Mariano | Ferreyra, Hugo |
| García Chiesa, Juan   | Gutiérrez, Martín        | Kurz, Andrés       | Kurz, Federico   |                |
| Kurz, Francisco       | Mendez Caldeira, Rodrigo | Sesto, Juan Manuel | Silveira, Felipe | Yané, Darian   |
| --------------------- | ------------------------ | ------------------ | ---------------- | -------------- |
2007
Franquicias
Draft
Fulquet, Lucas
Sturla, Esteban
Rumbola, Claudio
Geremia, Mariano
Plantel
| Bartolomé, José María | Benegas Lynch, Alberto | Bluhm, Andreas           | D'Amato, Mariano | Ferreyra, Hugo   |
| Fulquet, Lucas        | Geremia, Mariano       | Gutierrez, Martín        | Kurz, Andrés     |                  |
| Kurz, Federico        | Kurz, Francisco        | Mendez Caldeira, Rodrigo | Rumbola, Claudio | Silveira, Felipe |
| Sturla, Esteban       | Tomada, Brian          | Yané, Darian             |                  |                  |
| --------------------- | ---------------------- | ------------------------ | ---------------- | ---------------- |
2008
Franquicias
Draft
Catala, Pablo
Noriega, Edgardo
Zamora, Pablo
Bonomo, Alejandro
Plantel
| Bartolomé, José María | Benegas Lynch, Alberto | Bluhm, Andreas       | Bonomo, Alejandro | Bresso, Juan   |  |
| Carosella, Francisco  | Catala, Pablo          | D'Amato, Mariano     | De Luca, Ulises   | Ferreyra, Hugo |  |
| Geremia, Mariano      | Gutierrez, Martín      | Haedo, Juan          | Kurz, Andrés      |                |  |
| Kurz, Federico        | Kurz, Francisco        | Migliore, Juan Pablo | Noriega, Edgardo  | Padial, Arturo |  |
| Raies, Iván           | Rumbola, Claudio       | Silveira, Felipe     | Sturla, Esteban   | Tomada, Brian  |  |
| Zamora, Pablo         |                        |                      |                   |                |  |
| --------------------- | ---------------------- | -------------------- | ----------------- | -------------- |  |
2009
Franquicias
Alegre, Federico
Draft 2009 
López, Alejandro
Vivante, Facundo
Plantel
| Alegre, Federico | Barbosa, Martín  | Bartolomé, José María | Benegas Lynch, Alberto   | Bonomo, Alejandro  |
| Bluhm, Andreas   | Catala, Pablo    | D'Amato, Mariano      | De Luca, Ulises          | Fernandez, Leandro |
| Ferreyra, Hugo   | Geremia, Mariano | Gutierrez, Martín     | Haedo, Juan              | Kurz, Andrés       |
| Kurz, Federico   | Kurz, Francisco  | Lopez, Alejandro      | Mendez Caldeira, Rodrigo | Noriega, Edgardo   |
| Raies, Iván      | Rosco, Jeffrey   | Rumbola, Claudio      | Silveira, Felipe         | Sturla, Esteban    |
| Tomada, Brian    | Vivante, Facundo | Yané, Darian          | Zamora, Pablo            |                    |
| ---------------- | ---------------- | --------------------- | ------------------------ | ------------------ |

## Actualidad
Franquicias 2012
O'Neille, Lucas
Pareta, Francisco
Giglio, Pablo
Ostinelli, Roberto
Babich, Jonathan
Leniek, Jeronimo
Draft 2012 
Crespi, Mathias
Alberto, Nicolas

## Plantel 2010
C Adomeit Rainer
07  Lopez, Alejandro
13  Sturla, Esteban
21  Rumbola, Claudio
22  Yané, Darian
23  Bonomo, Alejandro
25  Noriega, Edgardo
32  Kurz, Andres
33  Geremia, Mariano
42  Geremia, Adrián
44  Silveira, Felipe
47  Kurz, Francisco
49   Gutierrez, Martin
51  Ferreyra, Hugo Angel
55  Zamora, Pablo
56  Kimbell, Will
59  Rosko, Jeffrey
63  Bianchi, Pablo
66  Reales, Carlos Alejandro
69  Bartolomé, José María
73  Alegre, Federico
78  Vivante, Facundo
80  Catala, Pablo
82  Levy, Bryce
84  De Luca, Ulises
88  Kurz, Federico
93  Raies, Ivan
99  Tomada, Brian

## Plantel 2012
C   Ferreyra, Hugo Angel
07  Prigoshin, Brian
13  Corsico, Ruben
16  Crespi, Mathias
20  Defferrari, Benjamín (OUT)
21  Borroni, Pablo (OUT)
22  O'Neille, Lucas
23  Bonomo, Alejandro
25  Noriega, Edgardo
30  Geremia, Mariano
33  Fernández, Maximiliano
34  Ares, Juan
40  Cesario, Rodolfo (OUT)
44  Ostinelli, Roberto
47  Giglio, Pablo
49  Gutierrez, Martin
50  Alberto, Nicolas
51  Bader, Nicolas
52  De Luca, Ulises
54  Sronce, Joseph
55  Zamora, Pablo
56  Geremia, Adrián
69  Bartolomé, José María
70  Babich, Jonathan (OUT)
73  Alegre, Federico
77  Bianchi, Pablo
80  Catala, Pablo
82  Leniek, Jeronimo
86  Vivante, Facundo
88  Kurz, Federico
89  Pareta, Francisco
93  Raies, Ivan
99  Tomada, Brian
```
   PUP - Physically Unable to Perform
   IR - Injured Reserve
   OUT - Definitely will not play
   Doubtful - 75 percent chance will not play
   Questionable - 50/50 chance of playing
   Probable - Virtual certainty of playing
```

### Semifinal Rumbo al Tazón Austral 2012
Osos Polares 22 - 25 Corsarios

## Plantel 2013
COACH  Ferreyra, Hugo Angel
07  Prigoshin, Brian
11  Longarini, Gaston
13  Corsico, Ruben
16  Crespi, Mathias
20  Durante, Luis
21  Carrizo, Lucas
22  O'Neille, Lucas
23  Estribi, Enrique
25  Noriega, Edgardo
27  Golber, Kevin
30  Geremia, Mariano
33  Kalbermatter Paul
34  Ares, Juan
38  Sánchez, Aldo
44  Fogo, Tobias
47  Giglio, Pablo
49  Gutierrez, Martin
50  Alberto, Nicolas
52  De Luca, Ulises
54  Sronze, Joseph
56  Geremia, Adrián
66  Smith, Michel
69  Bartolomé, José María
70  Rocha, Luis
73  Trumbull Matthew
77  Bianchi, Pablo
80  Catala, Pablo
88  Kurz, Federico
89  Pareta, Francisco
99  Tomada, Brian

## Plantel 2014
COACH  Ferreyra, Hugo Angel
Coordinador Defensivo  Geremía, Mariano
05  Ares, Juan Manuel
07  Prigoshin, Brian
11  De Hoop, Jan
13  Corsico, Ruben
16  Crespi, Mathias
20  Durante, Luis
21  Carrizo, Lucas
23  Estribi, Enrique
25  Noriega, Edgardo
26  Aguirre, Nicolás
27  Golberg, Kevin
34  Sánchez, Aldo
44  Vivante, Facundo
47  Giglio, Pablo
49  Gutierrez, Martin
50  Alberto, Nicolas
51  Falvella, Lucas
52  Zucchi, Stefano
54  Ponce de León, Juan
55  Ayala, Matías
56  Geremia, Adrián
60  Oliva, Iván
69  Bartolomé, José María
77  Bianchi, Pablo
81  Moresi, Nicolás
86  Mejía, Alfonso
88  Kurz, Federico
89  Brangold, Christian
90  Alegre, Federico
93  Raies, Iván
99  Tomada, Brian